# Heinz G. Hahs
Heinz G. Hahs (Pseudonym für Helmut Schwank, * 9. Mai 1934 in Köln; † 16. November 2019 in Mainz) war ein deutscher Schriftsteller.

## Leben
Helmut Schwank studierte Germanistik und Romanistik an der Universität Mainz. Anschließend war er als Gymnasiallehrer tätig, zuletzt als Oberstudienrat an einem Mainzer Gymnasium. Seit den Achtzigerjahren war er freier Schriftsteller und gehörte dem Schauspieler-Ensemble des Mainzer Forum-Theaters Unterhaus an.
Als Heinz G. Hahs war er Verfasser von Erzählungen, Essays, Gedichten und Theaterstücken sowie Mitglied des Verbands Deutscher Schriftsteller, des Förderkreises Deutscher Schriftsteller in Rheinland-Pfalz und der Autorengruppe Mainz.
Helmut Schwank alias Heinz G. Hahs lebte bis zu seinem Tod Mainz.

## Auszeichnungen
- 1986: Hungertuch-Preis des Hessischen Literaturbüros
- 1986 und 1995: Auslandsreisestipendium des Verbands Deutscher Schriftsteller und des Auswärtigen Amtes
- 1993: Joseph-Breitbach-Preis des Landes Rheinland-Pfalz
- 1996: Aufenthaltsstipendium des Künstlerhauses Kloster Cismar

## Bibliografie

### Prosa und Lyrik
- Versäumt zu scheitern, Mainz-Gonsenheim 1985
- Obloch nämlich, Mainz 1986
- Raubritter Karl und seine Opfer, Mainz [u. a.] 1986 (zusammen mit Klaus Wiegerling und Heiko Linnemann)
- Einer zuviel, Mainz 1988
- Gangenwart, Rhodt unter Rietburg 1988
- Bewerkstelligung einer Landschaft, Neu-Isenburg 1990
- Das Bier des Kaldaunos sein Brot, Mainz 1990
- ISH'ban, Kaiserslautern 1990
- Spatenstiche, Frankfurt a. M. 1994
- Unseres Haares Breite oder Der Aufstieg aus dem freien Chaos in die überdachte Unordnung, Neu-Isenburg 1994
- Grübelungen, Frankfurt a. M. 1997
- Der Spaziergänger von San Antonio, Annweiler [u. a.] 1999

### Herausgeberschaften
- Die Identitäten des März, Alf/Mosel [u. a.] 2006

### Übersetzungen
- Antonin Artaud: Maizum goin, Paris [u. a.] 1989
- Serge Pey: L'horizon est une bouche tordue, Paris [u. a.] 1998 (übersetzt zusammen mit Johannes Strugalla)